# Poaephyllum
Poaephyllum is een geslacht met drie tot tien soorten orchideeën uit de onderfamilie Epidendroideae.
Het zijn zeldzame, kleine tot grote, epifytische orchideeën uit de regenwouden van Nieuw-Guinea en Zuidoost-Azië, die worden gekenmerkt door grote, grasachtige bladeren.

## Naamgeving enetymologie
- Synoniem: Lectandra J.J.Sm. (1907)

De botanische naam Poaephyllum is ontleend aan het Oudgriekse πόα, poa (gras) en φύλλον, phullon (blad), naar de vorm van de bladeren.

## Kenmerken
Poaephyllum-soorten zijn kleine tot grote, hangende of rechtopgroeiende epifytische planten, met een sympodiale groei, met een korte, kruipende rizoom waaruit meerdere lange, stijve stengels ontstaan. Die dragen vlakke, lijnvormige bladeren in twee rijen met aan de bladvoet ontspringende kleine trossen met één of enkele bloemen die zich een voor een openen. De planten lijken in vegetatieve vorm veel op die van het geslacht Appendicula.
De bloemen onderscheiden zich van dat geslacht door de bloemlip zonder aanhangsels maar soms met een kiel of een callus, en waarvan de basis is vergroeid met de voet van het gynostemium. Het bovenste kelkblad is vrijstaand, de zijdelingse vormen een mentum.

## Habitaten verspreiding
Poaephyllum-soorten groeien op bomen in de warme, vochtige laaglandregenwouden van Nieuw-Guinea, Borneo, Java en Malakka.

## Taxonomie
Het geslacht telt naargelang de gevolgde taxonomie drie tot tien soorten. De meest recente bronnen geven zes soorten en beschouwen de andere als synoniemen. De typesoort is Poaephyllum pauciflorum.

### Soortenlijst
- Poaephyllum grandiflorum Quisumb. (1938)
- Poaephyllum pauciflorum (Hook.f.) Ridl. (1907)
- Poaephyllum podochiloides (Schltr.) Ridl. (1916)
- Poaephyllum selebicum J.J.Sm. (1933)
- Poaephyllum tenuipes (Schltr.) Rolfe (1912)
- Poaephyllum trilobum J.J.Sm.. (1935)